# یوکیهیکو اومورا
یوکیهیکو اومورا (انگلیسی: Yukihiko Uemura؛ زادهٔ ۲۷ فوریهٔ ۱۹۵۹) بازیکن هندبال اهل ژاپن بود.